# Economia Lesotho
Lesotho este o țară mai puțin dezvoltată, în care aproximativ trei sferturi din populație trăiește în mediul rural și să se angajeze în agricultură de subzistență.
Agricultură: 16.3%, industrie: 44.3%, servicii: 39.4% (2005 est.)